# José Ferreira Canelas
José Ferreira Canelas (Lagos, 3 de Dezembro de 1898 - Lisboa, 10 de Maio de 1976) foi um empresário, militar e político português.

## Biografia
José Ferreira Canelas nasceu em Lagos, na Freguesia de Santa Maria, filho de Teodósio dos Reis Canellas e Maria do Carmo Ferreira. Casou com Emma Vilallonga Jorge.
Prestou serviço na Marinha de Guerra Portuguesa, tendo sido condecorado com a Medalha Militar de Bons Serviços e Ordem Nacional do Cruzeiro do Sul.
Após terminar o serviço militar, fundou a fábrica de conservas Canelas Lda., que foi mais tarde vendida, em c.1920/30, a Agostinho Fernandes, proprietário da Algarve Exportador . E a Canelas & Figueiredo Lda. (mais conhecida por CAFI) em 1932, que se dedicaram ao tratamento de cortiça e à produção de cerâmica.
Foi presidente da Câmara Municipal de Lagos entre 1960 e 1963, tendo-se notabilizado por conseguir resolver os problemas económicos da autarquia, além de realizar diversas obras de renovação e modernização de várias infra-estruturas no concelho.
Em 1963, publicou o livro Quatro anos na Câmara Municipal de Lagos.

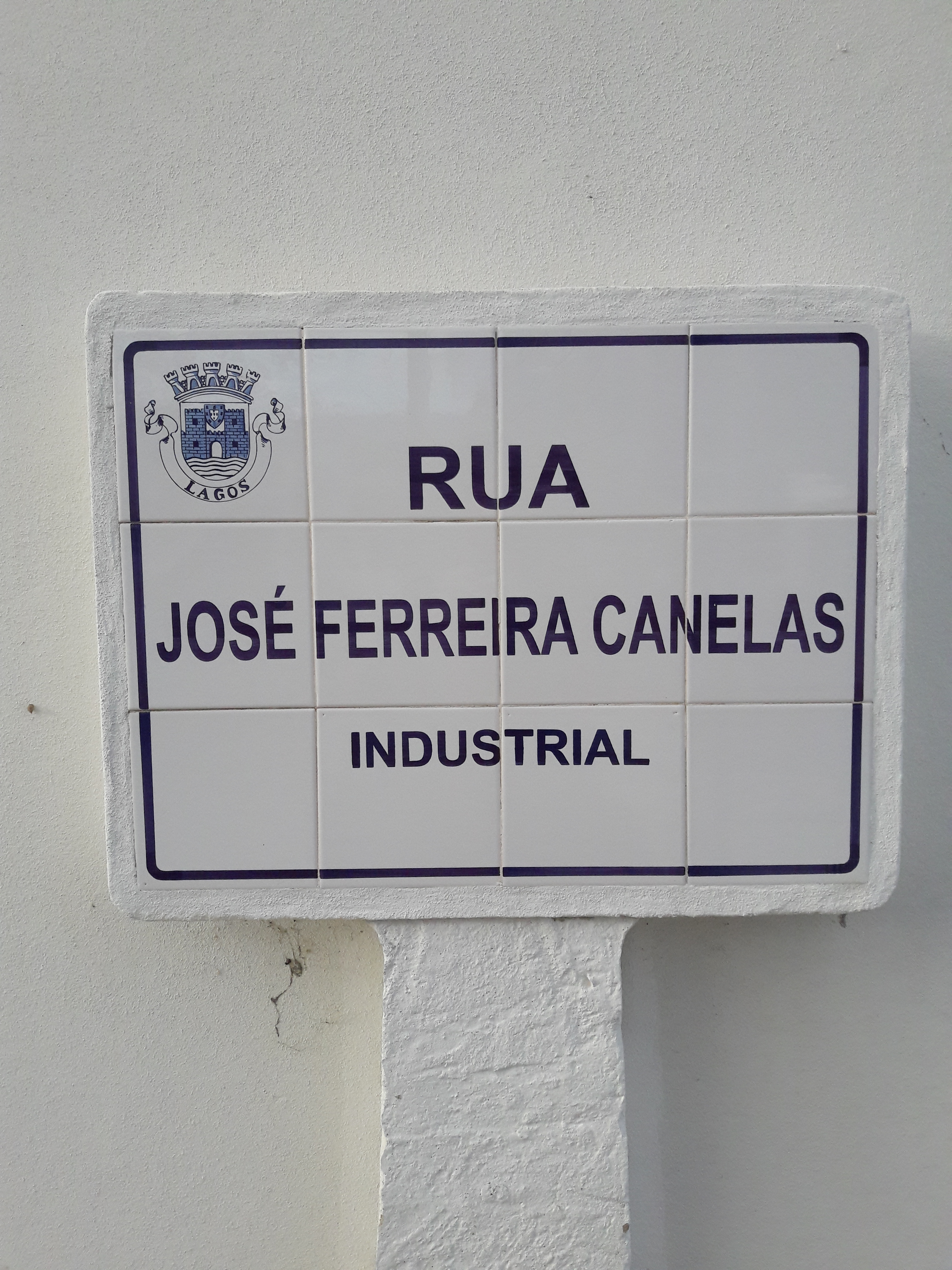
Placa toponímica da Rua José Ferreira Canelas, em Lagos.

## Homenagens
Em sua homenagem, o nome de José Ferreira Canelas foi colocado numa rua da antiga freguesia de São Sebastião, na cidade de Lagos.